# Terry Laban
Terry LaBan est un auteur américain de bande dessinée du mouvement underground et dessinateur de presse né le 19 juillet 1961. Ses travaux les plus connus sont les séries Cud ainsi que Edge City, créé avec son épouse Patty LaBan, thérapeute familiale et conseillère pour les couples. LaBan est connu pour ses personnages sympathiques et crédibles, ses dialogues réalistes, son style concis et ses narrations linéaires.

## Caricatures politiques
LaBan commence sa carrière en 1986, comme indépendant, réalisant des dessins de presse pour Ann Arbor News (en). À partir de 1990, il devient illustrateur et dessinateur de presse pour In These Times, magazine politique de gauche.

## Unsupervised ExistenceetCud
La première incursion de LaBan dans la bande dessinée est la série Unsupervised Existence, publiée par Fantagraphics début 1989. Ce comic book d'inspiration autobiographique est un soap opera d'une tonalité partiellement humoristique qui retrace les aventures de Sury et Danny, un jeune couple de bohémiens vivant à Cleveland. Suzy, intellectuelle sous-employée, passe beaucoup de temps auprès de ses amis tout en s'interrogeant sur son avenir. Son compagnon, Danny, gagne leur vie en exerçant comme taxi mais, en réalité, sa vocation est la poésie ; il auto-édite ses recueils, où figurent aussi les travaux de ses collègues. Unsupervised Existence vaut à LaBan deux nominations aux Harvey Awards en 1990, pour le « Best New Artist » and « Best New Series ». Par la suite, deux ouvrages rassemblent l'intégralité des épisodes : Love's Not a Three-Dollar Fare et International Bob.
Le volume International Bob se concentre sur le caractère le plus décrié de la série, Bob Binkum, musicien de rock et professionnel de la performance artistique. Dans le livre, Bob, corpulent et amer, a rompu avec sa petite amie volage, Annadette, qui décide qu'elle préfère les hommes aux femmes ; après cette séparation, Bob quitte les États-Unis et se retrouve seul. Souhaitant fuir ce passé à travers une expérience exotique, Bob entreprend une longue randonnée depuis la Grèce jusqu'à l'Inde.
Unsupervised Existence est suivi d'une autre série, Cud (publiée également par Fantagraphics) en 1992. Scénarisée à partir de livres comme Eightball de Dan Clowes et Zap de Robert Crumb, la narration présente une série intitulée « You Can't Spank the Monkey If It's on Your Back », qui dépeint l'ascension puis le déclin de Bob Cudd, adepte de la performance artistique. Bien ce protagoniste émane d'Unsupervised Existence, cette nouvelle narration présente un personnage différent. Chaque épisode comporte également des histoires variées, qui figurent ensuite dans d'autres publications. Ainsi, Muktuk Wolfsbreath, Hard-Boiled Shaman est devenu une minisérie chez DC Comics. Cud compte huit épisodes.
En 1995, LaBan entre chez Dark Horse Comics, où sa troisième série, Cud Comics, se poursuit sur huit numéros jusqu'en 1998. Malgré ce titre quasiment identique à Cud, Cud Comics présente un sujet très différent. LaBan le décrit comme « une tentative de créer un Freak Brothers de la génération X ». Chaque numéro rassemble plusieurs histoires sur Eno et Plum, un couple de « glandeurs » habitant en ville. Eno, issu de la génération X, est le stéréotype d'un homme aspirant principalement à regarder la télé, tandis que sa compagne, Plum, est une fonceuse dynamique. D'autres personnages récurrents sont le père de Plum, Seymour Riverpeace, riche hippie du troisième âge qui fume des joints ; une amie de Plum, Catherine, célibataire à son grand regret ; Edgar Reamington, un yuppie qui s'efforce de constamment convaincre Plum de partir avec lui. En 1997, un recueil rassemble la majorité des quatre premiers numéros. LaBan reconnaît l'influence d'Archie Comics et Gilbert Shelton.

## Edge City
En 2001, King Features Syndicate lui passe commande d'Edge City, un strip quotidien que LaBan co-scénarise avec son épouse, Patty LaBan. Le terme Edge City désigne une communauté vivant hors des limites habituelles d'une ville et sa banlieue. La narration dépeint la vie de famille moderne au prisme d'une famille de fiction, les Ardin. Dans cette série, Len et Abby Ardin, un couple d'Américains, installés dans la banlieue lointaine, mènent une vie qui ne ressemble pas à leur jeunesse. Pris entre leur carrière et leurs enfants, Len et Abby ont à peine le temps de se croiser entre deux réunions, covoiturages et courses. Bien que le voisinage reflète une grande diversité, chacun mène une vie semblable quelles que soient ses origines. Edge City se poursuit dans divers périodiques ; un recueil est publié en 2007.

## Vie personnelle
LaBan a grandi dans le Michigan et, dans les années 1990, il vit à Chicago. Il est installé désormais à Philadelphie avec son épouse et leurs enfants. Il est affilié à la National Cartoonists Society.

## Œuvres
- International Bob. Fantagraphics, 1994.  (ISBN 978-1-56097-135-1)
- Love's Not a Three-Dollar Fare: More Stories from Unsupervised Existence. Fantagraphics, 1995.  (ISBN 978-1-56097-165-8)
- Eno and Plum: A Cud Comics Collection. Dark Horse, 1997.  (ISBN 978-1-56971-265-8)
- Edge City: A Comic Strip Collection par Terry and Patty LaBan. Andrews McMeel, 2007.  (ISBN 978-0-7407-6356-4)